# Gaspare Mattioli
Pour les articles homonymes, voir Mattioli.
Gaspare Mattioli, né le 9 décembre 1806 à Faenza et mort le 28 août 1843, est un peintre italien de style néo-classique.

## Biographie
Gaspare Mattioli naît le 9 décembre 1806 à Faenza.
Il étudie d'abord l'ornementation et la peinture respectivement auprès de Giuseppe Zauli et de  Pasquale Saviotti à l'Académie de Faenza. Il voyage ensuite en 1824 pour étudier à Bologne, puis passe trois ans sous la direction de  Pietro Benvenuti à l'Académie des Beaux-Arts de Florence. Après un séjour à Venise, dans les années 1830, il s'installe à Rome pour travailler dans l'atelier de  Tommaso Minardi à Rome et retourne en 1836 dans sa ville natale. Il peint des portraits, pour lesquels il est le plus connu, mais aussi des peintures religieuses, historiques, figuratives et décoratives. Il étudie également brièvement la lithographie avec la firme Angiolini à Bologne.
Sa peinture de l'Assassinat de Galeotto Manfredi, exposée dans la Pinacothèque de Faenza, représente le meurtre de ce Seigneur de Ravenne, par quatre assassins, dans un complot conjuré par son épouse Francesca, la fille de Giovanni II Bentivoglio, seigneur de Bologne.
Le maître-autel de l'église de San Pietro à Fognano, près de Montale, a un Christ remettant les clés à saint Pierre (1853). L'arrière-plan représente les rives de la rivière Lamone près de Fognano.
Il meurt le 28 août 1843.